# قائمة الأجهزة والمنظمات والبرامج والصناديق التابعة للأمم المتحدة
يوجد العديد من الأجهزة الرئيسية والمنظمات المتخصصة والبرامج والصناديق تابعة للأمم المتحدة. وهنا سرد لأهم تلك الأجهزة والمنظمات والبرامج.

## الأجهزة الرئيسية
- الجمعية العامة
- مجلس الأمن
- مجلس الوصاية
- الأمانة العامة
- محكمة العدل الدولية
- المجلس الاقتصادي والاجتماعي للأمم المتحدة

## المنظمات العالمية
1. منظمة العمل الدولية
2. منظمة الأغذية والزراعة (الفاو)
3. منظمة الأمم المتحدة للتربية والثقافة والعلوم (اليونيسكو)
4. منظمة الصحة العالمية
5. منظمة الطيران المدني الدولي
6. المنظمة الدولية البحرية
7. الاتحاد الدولي للاتصالات
8. الاتحاد البريدي العالمي
9. المنظمة العالمية للأرصاد الجوية
10. المنظمة العالمية للملكية الفكرية (الوايبو)
11. الصندوق الدولي للتنمية الزراعية
12. منظمة الأمم المتحدة للتنمية الزراعية (ينيدو)
13. منظمة الأمم المتحدة للتنمية الصناعية
14. الوكالة الدولية للطاقة الذرية
15. منظمة التجارة العالمية
16. المنظمة العالمية للسياحة
17. منظمة معاهدة حظر التجارب النووية
18. منظمة حظر الأسلحة الكيميائية
19. منظمة حظر الأسلحة البيولوجية
20. منظمة حظر الأسلحة الجرثومية
21. منظمة الشرطة الجنائية الدولية (انتربول)
22. منظمة الدول المصدرة للنفط (أوبك)
23. المنظمة الدولية للعلوم الإدارية
24. مجلس التعاون الجمركي
25. المجلس الدولي لمشاكل الإدمان والكحول
26. الاتحاد العالمي لجمعيات الأمم المتحدة

## منظومة البنك الدولي
1. البنك الدولي للإنشاء والتعمير
2. المؤسسة الائتمانية الدولية
3. المؤسسة المالية الدولية
4. وكالة ضمان الاستثمار المتعددة الأطراف
5. المركز الدولي لتسوية منازعات الاستثمار
6. صندوق النقد الدولي

## اللجان الوظيفية
1. اللجنة الاقتصادية لإفريقيا
2. اللجنة الاقتصادية لأوروبا
3. اللجنة الاقتصادية لـأمريكا اللاتينية
4. اللجنة الاقتصادية والاجتماعية لـلغربي آسيا
5. منتدى الأمم المتحدة المعني بالغابات
6. لجنة الأمم المتحدة المعنية بالموارد المائية
7. مفوضية الأمم المتحدة لشؤون اللاجئين
8. منظمة الأمم المتحدة للطفولة يونيسيف
9. برنامج الأغذية العالمية
10. وكالة الأمم المتحدة لإغاثة وتشغيل اللاجئين الفلسطينيين في الشرق الأدنى

## البرامج والصناديق
1. برنامج الأمم المتحدة لمراقبة المخدرات
2. برنامج الأمم المتحدة للبيئة
3. برنامج الأمم المتحدة الإنمائي
4. صندوق الأمم المتحدة الإنمائي للمرأة
5. صندوق الأمم المتحدة للسكان
6. المنظمة الدولية للحماية المدنية

## معاهد البحث والتدريب
1. المعهد الدولي للبحث والتدريب من أجل النهوض بالمرأة
2. معهد الأمم المتحدة الأقاليمي لبحوث الجريمة والعدالة
3. معهد الأمم المتحدة للتدريب والبحث
4. معهد الأمم المتحدة لبحوث التنمية الاجتماعية
5. معهد الأمم المتحدة لبحوث نزع السلاح

## أجهزة الأمم المتحدة الأخرى
1. مفوضية الأمم المتحدة السامية لحقوق الإنسان
2. جامعة الأمم المتحدة
3. كلية موظفي الأمم المتحدة
4. مكتب الأمم المتحدة لخدمات المشاريع
5. مركز الأمم المتحدة للمستوطنات البشرية (مونل)
6. المحكمة الإدارية للأمم المتحدة